# Ning Jizhe
Ning Jizhe, kinesiska: 宁吉喆; pinyin: Níng Jízhé; född i december 1956 i Hefei i provinsen Anhui, är en kinesisk ekonom och sedan augusti 2013 chef vid Kinas nationella statistikmyndighet.